# Hans-Eckart Augustin
Hans-Eckart Augustin (7 de janeiro de 1924 - ) foi um comandante de U-Boot que serviu na Kriegsmarine durante a Segunda Guerra Mundial.